# George Villiers (4e comte de Clarendon)
Pour les articles homonymes, voir George Villiers et Villiers.
George William Frederick Villiers (12 janvier 1800, Londres – 27 juin 1870, Londres), 4e comte de Clarendon, est un homme politique britannique.
Il est ministre des Affaires étrangères de la Grande-Bretagne de 1853 à 1858, de 1865 à 1866 et de 1868 à 1870. Il doit gérer les relations internationales pendant la guerre de Crimée puis il est le responsable de la délégation lors du Congrès de Paris. Il est un des membres de parti Whig.

## famille
Le 4 juin 1839, Villiers épouse la veuve Katherine Foster-Barham (une fille de James Grimston (1er comte de Verulam)) et ils ont huit enfants :
- Constance Villiers (1840-1922), mariée à Frederick Stanley, 16e comte de Derby ;
- Alice Villiers (1841-1897), épouse Edward Bootle-Wilbraham, 1er comte de Lathom ;
- Emily Thérèse (1843-1927), mariée Odo Russell (1er baron Ampthill) ;
- Edward Hyde, Lord Hyde (1845-1846) ;
- Edward Villiers (5e comte de Clarendon) (1846-1914) ;
- George Patrick Hyde (1847-1892), épouse Louisa Maria Maquay, fille de George Disney Maquay, le 9 octobre 1884 ;
- Florence Margaret (1850-1851) ;
- Francis Hyde Villiers (1852-1925), marié à Virginie Katharine Smith, fille de Eric Carrington Smith et Mary Maberly, le 28 juin 1876.